# PRECIOUS PARTY
PRECIOUS PARTY（プレシャス パーティー）とは2006年にコナミデジタルエンタテインメント（KDE-J、以下コナミ）が発売したメダルゲーム（ビンゴゲーム）である。e-AMUSEMENT対応（2017年1月サービス終了）。ただし、e-AMUSEMENT PASSには対応していない。

## 概要
これまでのビンゴゲームはボールを使用したランダム機構による抽選が多かったが、このゲームは完全にデジタル抽選によるビンゴとなっている。また、e-AMUSEMENTにより、全国の店舗（通常ゲームでは自店舗含め最大5店舗、スペシャルゲームでは10店舗）と通信プレーを行うことができる。

## 筺体構造
1台のメインモニターと個々のサテライトが接続された形。サテライトの数は店舗規模により増設したり減らすこともできる。(最大7サテライトまで増設可能)

## 遊び方
基本のルールは以下の通りである。
1. メダルを投入しベットする。ベットは1ベットから可能だが10ベット以上ベットすると後述するアタックが最大まで使用できるようになる。また、フリーを購入したり、2枚目のカードを購入することも可能。
2. ベット締め切り後抽選が始まる。最初は1 - 25の内、連続した5つの数字が選ばれる（例 - 1から始まり5まで。25の次は1になる）。
3. 抽選終了後セレクトタイムとなる。ビンゴしやすいようにほしい番号をセレクトすることや、追加ベットをしてリーチがかかった番号をアタックすることができる（後述）。
4. セレクトタイム終了後抽選となる。ビンゴすればビンゴした数字のエリアの大きさによって配当が決まる。
5. セレクトタイムと抽選をくり返し、5個（最初の番号と合わせ10個）抽選されると終了。配当の清算が行われる。
6. 10回のビンゴゲーム終了後ジャックポットを賭けたスペシャルゲームとなる。
以上の流れを1セットとして行う（途中で退出こともできる）。

## オプション

### 開始前オプション
ゲーム開始前にはいくつかオプションを購入することができる。
- フリー
ベットを支払うことにより1ゲームにつき2個までフリーを購入することができる。どこがフリーになるかはランダムに決定する。後述するダブルをする場合は2倍の金額を払う必要がある。
- ダブル
1ゲームに1回。今までに1枚の支払ったカードに支払った金額と同額を支払い、2枚目のカードを購入することができる。購入以降はベットは2枚、20枚単位となる。また、1枚のカード当たりの配当は総ベット数÷2×オッズとなる。

### ゲーム中オプション
ゲーム中にはフリーボム、セレクト、アタックを使用することができる。
- フリーボム
ルーレットによって決定した番号から十字に光が走り、その中にセレクトしている番号があればその周辺に爆弾が1個置かれる。その爆弾が同じく光に当たるとその番号がフリーになる。フリーボムによるビンゴも可能だが、配当は最低ランクとなる。
- セレクト
セレクトタイム中に番号をセレクトし選んだ番号のエリアをわずかだが広げることができる。これにより狙った番号が当たる確率が少し上げることができる。
- アタック
リーチの番号ができた時に使用することができる。ベットを支払い最大10回まで番号の範囲を広げることができる（リーチの番号以外にアタックすることも可能）。ただし、基礎ベット数が9枚以下の場合は賭けた枚数までしかアタックできない。また、範囲が広いと配当が少なくなるため元本割れの危険性もある。アタックするとオッズもわずかだが増加する。

## 配当について
- このゲームの配当は1枚のカードにベットした金額×ビンゴした際の数字のエリアの大きさによって決められたオッズによって決まる。範囲が大きく当たりやすいほどオッズは低く、範囲が狭く当たりにくいほどオッズは高い。また、フリーボムが爆発してビンゴした場合は番号の大きさにかかわらず最低ランクの黒の配当となる。

エリアの色とオッズ初期値
黒…1倍
紫…1.5倍
青…2倍
水色…3倍
緑…5倍
黄色…8倍
橙…12倍
赤…20倍
- 最初の5つの数字の抽選時にビンゴを達成すると無条件で赤の20倍の配当となる。
- アタックを行うとオッズを上げることが出来るが上昇幅は少ない。
- 最終抽選前にビンゴを達成するとオッズが大幅に上昇する。ダブルビンゴ、トリプルビンゴでさらに上昇し、最低の黒でも20倍。最高の赤なら数百倍のオッズになることも可能。

## スペシャルゲーム
- ビンゴゲームで配当を獲得すると獲得した配当金の量によってリザルト画面でケージがたまり、満タンになるとハートを1つ獲得する。ハートは10個まで獲得可能だが、獲得するたびに次に必要な配当が増える。
- 10回ビンゴゲームが終了するとスペシャルゲームに挑むことができる。ただし、標準設定で10BETが必要。ハートの数が3つ以下だと損することもあるので挑戦しないことも可能。ただし、ハートは貯めておけず、スペシャルゲーム終了後参加・不参加にかかわらずゼロにリセットされる。

スペシャルゲームの進み方
1. プレイヤーの分身となるプレッキーとゴールドマンによるジャンケン対決。10カウント以内にグー・チョキ・パーの中から1つを選択する。（選択しない場合はランダムに決定）
2. ジャンケンの結果によりハートが減少する
勝ち:ハートはそのまま
あいこ:ハート－1個
負け:ハート－3個
3. 全てのハートを失ったプレーヤーから脱落する。
4. 8回のジャンケンをこなし、ハートを1つでも残せればJACKPOT獲得（通常は500ＷIN以上、最大5000WIN？、プログレッシブ値は全プレーヤーが１BETする毎0,01上昇?）。途中で脱落しても生き残った回数で配当がでる。
0回生存:配当無し
1回生存:25ＷIN
2回生存:35ＷIN
3回生存:50ＷIN
4回生存:70ＷIN
5回生存:100ＷIN
6回生存:150ＷIN
7回生存:250ＷIN
8回生存:JACKPOT

- JPが出るとたとえ他店舗のプレイヤーが出してもJP数値はリセットされる。誰も出せなかった場合は次のゲームに持ち越しとなる。
- 他のプレイヤーの残ハート数はキャラの動きでわかる。飛んでいる場合ハートが4個以上、足踏みしてる様な場合ハートが3個、息切れしている場合はハートが2個以下（あと一回の負けで脱落）とわかる。